# Loudness (àlbum)
Loudness és el deuè àlbum del grup de música heavy metal Loudness, publicat el 1992 per la discogràfica Warner Bros Records.

## Cançons
1. Pray for the Dead (Gray, Takasaki, Yamada) 4:15
2. Slaughter House (Gray, Takasaki, Yamada) 3:53
3. Waking the Dead (Gray, Takasaki, Yamada) 3:55
4. Black Widow (Gray, Takasaki, Yamada) 4:50
5. Racing the Wind (Gray, Takasaki, Yamada) 4:04
6. Love Kills (Gray, Takasaki, Yamada) 5:14
7. Hell Bites (From the Edge of Insanity) (Gray, Takasaki, Yamada) 5:54
8. Everyone Lies (Gray, Yamada, Yamashita) 4:43
9. Twisted (Gray, Takasaki, Yamada) 5:20
10. Firestorm (Gray, Takasaki, Yamada)	4:29

## Formació
- Masaki Yamada - veus
- Akira Takasaki - guitarra
- Taiji Sawada - baix
- Munetaka Higuchi - bateria